# Leptolaimus exilis
Leptolaimus exilis (syn. Polylaimium exile) is een rondwormensoort uit de familie van de Leptolaimidae.